# USS Shaw (DD-373)
USS Shaw (DD-373) là một tàu khu trục lớp Mahan được Hải quân Hoa Kỳ chế tạo vào giữa những năm 1930. Nó là chiếc tàu chiến thứ hai của Hải quân Hoa Kỳ được đặt tên theo John Shaw (1773-1823), một sĩ quan hải quân từng tham gia cuộc Chiến tranh 1812. Gặp những khiếm khuyết trong chế tạo, nó chỉ đưa vào hoạt động đầy đủ từ năm 1938, đã có mặt tại Trân Châu Cảng vào lúc diễn ra cuộc tấn công vào ngày 7 tháng 12 năm 1941, bị trúng bom khiến hầm đạn nổ tung. Nó bị hư hại đáng kể nhưng được sửa chữa, và đã tiếp tục hoạt động cho đến khi Chiến tranh Thế giới thứ hai kết thúc. Shaw được cho ngừng hoạt động năm 1945 và bị bán để tháo dỡ vào năm 1946.

## Thiết kế và chế tạo
Shaw được đặt lườn vào ngày 1 tháng 10 năm 1934 tại Xưởng hải quân Philadelphia ở Philadelphia, Pennsylvania. Nó được hạ thủy vào ngày 28 tháng 10 năm 1935, được đỡ đầu bởi cô Dorthy L. Tinker; và được đưa ra hoạt động vào ngày 18 tháng 9 năm 1936 dưới quyền chỉ huy của Hạm trưởng, Thiếu tá Hải quân E.A. Mitchell.

## Lịch sử hoạt động
Sau khi nhập biên chế, Shaw tiếp tục ở lại Philadelphia cho đến tháng 4 năm 1937 khi nó vượt Đại Tây Dương cho chuyến đi chạy thử máy. Quay trở về Philadelphia vào ngày 18 tháng 6, nó trải qua một năm trong xưởng tàu để sửa chữa các khiếm khuyết trước khi hoàn tất nghiệm thu vào tháng 6 năm 1938. Nó thực hành và huấn luyện trong thời gian còn lại của năm tại khu vực Đại Tây Dương, rồi chuyển sang khu vực Thái Bình Dương và được đại tu tại Xưởng hải quân Mare Island từ ngày 8 tháng 1 đến ngày 4 tháng 4 năm 1939.

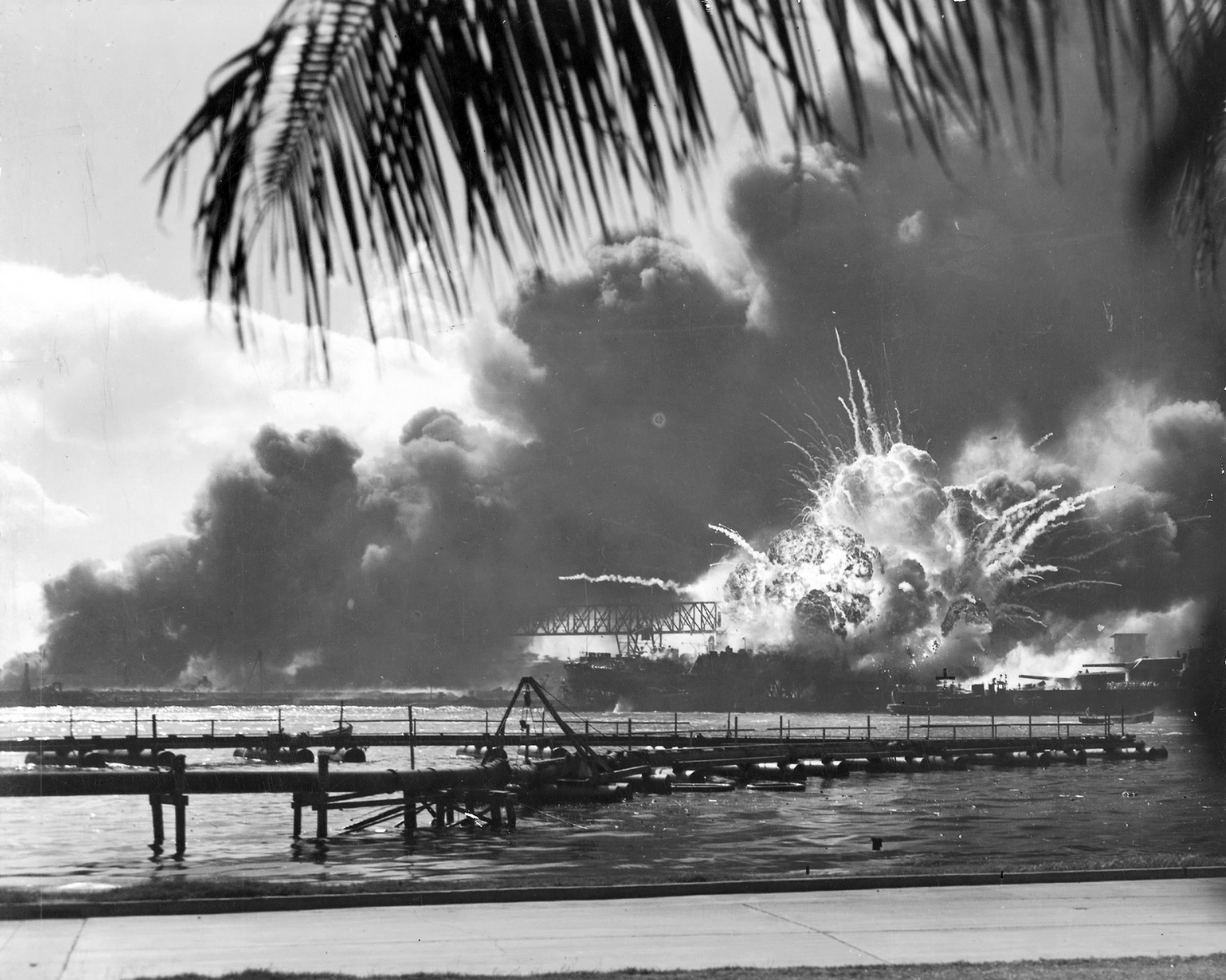
Shaw nổ tung hầm đạn phía trước do hỏa hoạn

Shaw tiếp tục ở lại vùng bờ Tây cho đến tháng 4 năm 1940, tham gia nhiều cuộc thực hành huấn luyện cũng như tháp tùng các tàu sân bay và tàu ngầm hoạt động trong khu vực. Đến tháng 4, nó lên đường đi quần đảo Hawaii nơi nó tham gia Vấn đề Hạm đội XXI, một cuộc tập trận gồm tám giai đoạn nhằm phòng thủ khu vực Hawaii. Nó ở lại khu vực này cho đến tháng 11, khi nó quay về vùng bờ Tây để đại tu. Quay trở lại khu vực Hawaii vào giữa tháng 2 năm 1941, nó hoạt động tại vùng biển này cho đến tháng 11, khi nó đi vào Xưởng hải quân Trân Châu Cảng để sửa chữa tại ụ tàu YFD-2. 
Khi Hải quân Nhật bất ngờ tấn công Trân Châu Cảng vào ngày 7 tháng 12 năm 1941, Shaw vẫn đang ở trong ụ tàu, được hiệu chỉnh các cơ cấu thả mìn sâu. Trong cuộc tấn công, nó chịu đựng ba quả bom ném trúng đích: hai quả xuyên qua bệ súng máy phía trước, và một quả trúng cánh trái cầu tàu; các đám cháy lan ra khắp con tàu. Đến 09 giờ 25 phút, mọi thiết bị chữa cháy bị cạn kiệt, và lệnh bỏ tàu được đưa ra. Các nỗ lực nhằm làm ngập nước ụ tàu chỉ thành công một phần, và ít lâu sau 09 giờ 30 phút, hầm đạn phía trước của nó phát nổ.

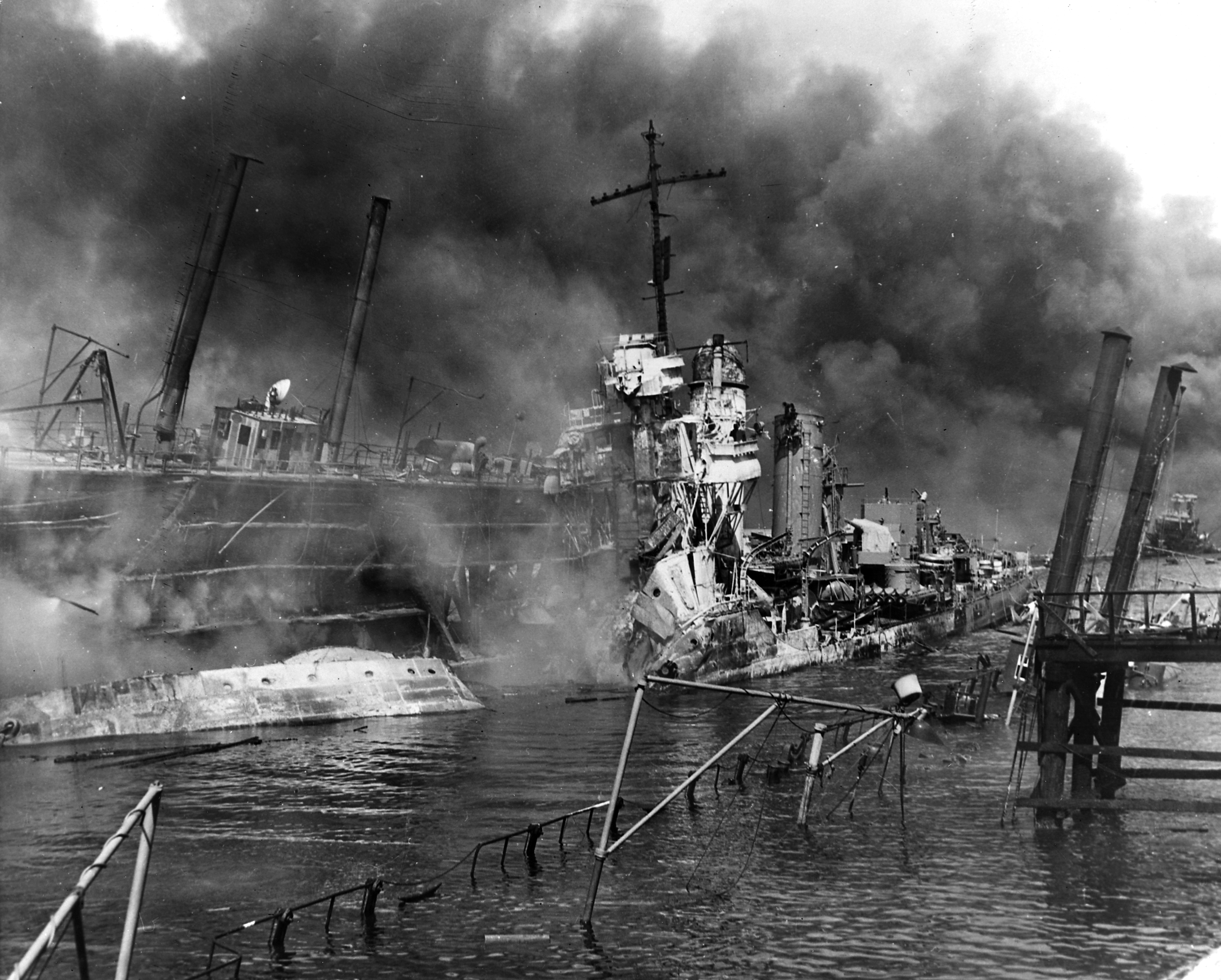
Xác tàu bị trúng bom của Shaw tại Trân Châu Cảng.

Việc sửa chữa tạm thời được tiến hành tại Trân Châu Cảng vào tháng 12 năm 1941 và tháng 1 năm 1942. Đến ngày 9 tháng 2, Shaw lên đường đi San Francisco, California nơi công việc sửa chữa được hoàn tất, bao gồm một mũi tàu hoàn toàn mới, vào cuối tháng 6. Sau khi huấn luyện tại khu vực San Diego, California, nó quay trở lại Trân Châu Cảng vào ngày 31 tháng 8, và trong hai tháng tiếp theo đã hộ tống các đoàn tàu vận tải đi lại giữa vùng bờ Tây và Hawaii. Vào giữa tháng 10, trong thành phần một đội đặc nhiệm được hình thành chung quanh tàu sân bay Enterprise, nó rời Trân Châu Cảng đi về phía Tây. Gặp gỡ đội đặc nhiệm hình thành chung quanh tàu sân bay Hornet, chúng tập hợp thống nhất lại thành Lực lượng Đặc nhiệm 61, rồi đi lên phía Bắc quần đảo Santa Cruz để đánh chặn lực lượng hải quân đối phương đang tấn công Guadalcanal.

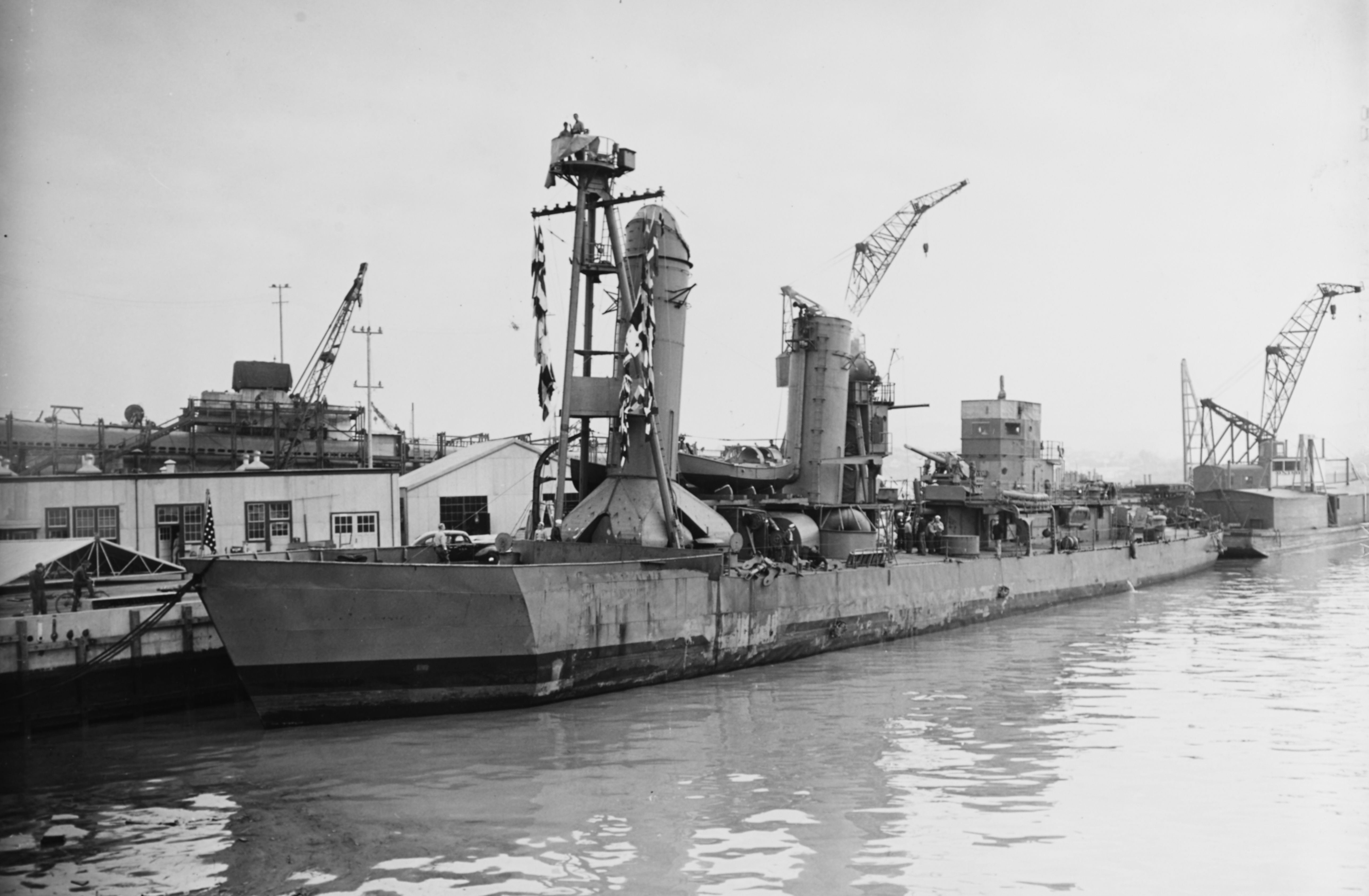
USS Shaw (DD-373) với mũi tàu tạm thời.

Sáng ngày 26 tháng 10, cả hai đội tàu sân bay đều bị tấn công. Như một tàu tháp tùng, dừng lại để cứu vớt đội bay của một máy bay ném bom-ngư lôi bị bắn rơi, nhưng bản thân nó bị trúng ngư lôi. Shaw tiến đến để trợ giúp cho Porter; nữa giờ sau, nó nhận được lệnh nhận toàn bộ thủy thủ đoàn của Porter rồi đánh đắm con tàu đã bị tê liệt. Việc phát hiện kính tiềm vọng của tàu ngầm đối phương và cuộc tấn công bằng mìn sâu diễn ra sau đó đã làm trì hoãn nhiệm vụ. Dù sau, đến giữa trưa, công việc thuyên chuyển hoàn tất, và sau khi Porter bị đắm một giờ sau đó, Shaw lên đường gia nhập trở lại lực lượng đặc nhiệm.
Hai ngày sau, Shaw đi đến New Hebrides nơi nó hộ tống các tàu vận chuyển đưa người và tiếp liệu đến Guadalcanal. Nó tiếp tục nhiệm vụ trong suốt tháng 11, tháng 12 và cho đến tháng 1 năm 1943. Vào ngày 10 tháng 1, đang khi tiến vào cảng Nouméa, New Caledonia, nó bị mắc cạn tại dãi san hô ngầm Sournois. Được kéo khỏi nơi mắc cạn vào ngày 15 tháng 1, những hư hại đáng kể cho lườn tàu, chân vịt và thiết bị sonar đã buộc nó phải được sửa chữa trước tiên tại Nouméa, và sau đó được sửa chữa và tái trang bị tại Trân Châu Cảng, vốn kéo dài cho đến tháng 9.

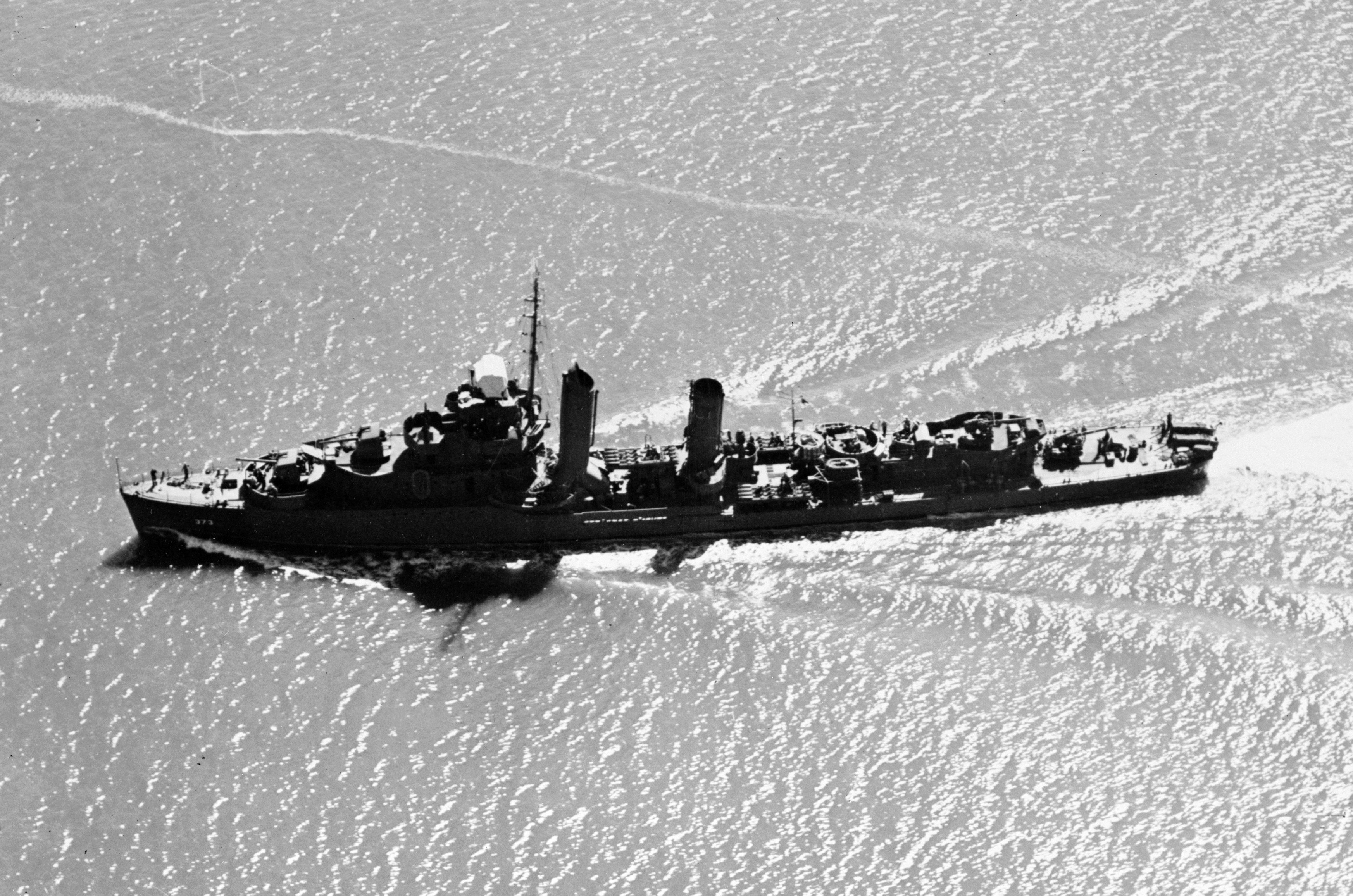
USS Shaw (DD-373) sau khi thay mũi tàu

Vào ngày 6 tháng 10, Shaw lại hướng sang phía Tây, đi đến Nouméa vào ngày 18 tháng 10 và đến vịnh Milne, New Guinea vào ngày 24 tháng 10. Trở thành một đơn vị thuộc lực lượng đổ bộ Đệ Thất hạm đội, nó hộ tống các lực lượng tăng cường cho Lae và Finschhafen trong thời gian còn lại của tháng 10 và trong tháng 11. Sau trận Arawe, một cuộc tấn công nghi binh bất thành của binh lính Lục quân xuống Umtingalu, New Britain vào ngày 15 tháng 12, nó cứu vớt những người sống sót trên hai xuồng cao su và hộ tống cho HMAS Westralia và Carter Hall rút lui về Buna, New Guinea.
Vào ngày 25 tháng 12, Shaw hộ tống các đơn vị tham gia cuộc tấn công lên mũi Gloucester, nơi nó bắn pháo hỗ trợ và phục vụ như tàu dẫn đường cho máy bay tiêm kích. Vào ngày 26 tháng 12, nó chịu đựng hư hại và thương vong khi bị hai máy bay ném bom bổ nhào Aichi D3A "Val" tấn công. Ba mươi sáu người đã bị thương, trong đó ba người từ trần sau đó do vết thương quá nặng. Chiếc tàu khu trục quay trở về mũi Sudest, New Guinea vào ngày 27 tháng 12, chuyển những người bị thương và tử trận lên bờ, rồi tiếp tục đi đến vịnh Milne để được sửa chữa tạm thời. Việc sửa chữa triệt để được tiến hành tại Hunter's Point, California, và hoàn tất vào ngày 1 tháng 5 năm 1944.
Shaw quay trở lại Trân Châu Cảng vào ngày 10 tháng 5, gia nhập Đệ Ngũ hạm đội tại đây, rồi di chuyển về hướng quần đảo Marshall vào ngày 15 tháng 5. Nó lại khởi hành từ Marshall vào ngày 11 tháng 6 cùng với Lực lượng Đặc nhiệm 52 để tham gia cuộc chiếm đóng đảo Saipan. Bốn ngày sau, cuộc tấn công bắt đầu; trong suốt ba tuần rưỡi tiếp theo sau, chiếc tàu khu trục luân phiên nhiệm vụ hộ tống và bắn pháo hỗ trợ cho lực lượng tấn công trên bờ tại Marshall. Đến giữa tháng 7, nó quay trở lại khu vực quần đảo Marshall, và đến ngày 18 tháng 7 đã lên đường quay trở về quần đảo Mariana để tham gia lực lượng tấn công Guam. Trong các hoạt động tiếp theo sau, nó thực hiện nhiệm vụ hộ tống và tuần tra.

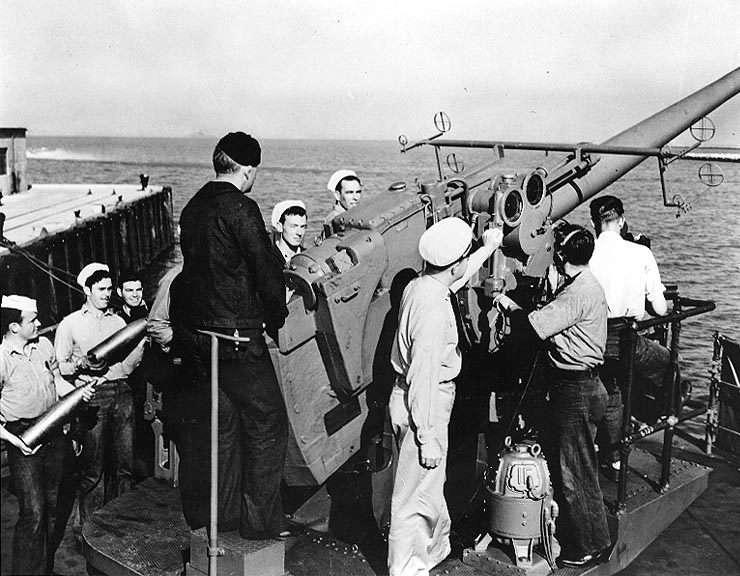
Huấn luyện khẩu đội pháo 5 inch/38 caliber

Shaw khởi hành từ Marianna vào ngày 23 tháng 9, và sau một giai đoạn bảo trì sửa chữa tại Eniwetok, nó gia nhập Lực lượng Đổ bộ Đệ thất Hạm đội vào ngày 20 tháng 10 và hướng đến vịnh Leyte vào ngày 25 tháng 10. Nhiệm vụ hộ tống vận tải đi lại giữa Philippines và New Guinea được tiếp nối cho đến khi cuộc chiếm đóng Luzon diễn ra vịnh Lingayen vào ngày 9 tháng 1 năm 1945. Từ ngày 9 đến ngày 15 tháng 1, nó thực hiện nhiệm vụ bảo vệ và bắn pháo theo yêu cầu cho lực lượng trên bờ, bắn pháo sáng ban đêm và bắn phá bờ biển. Sau các hoạt động này, chiếc tàu khu trục tham gia vào việc tái chiếm vịnh Manila, Luzon; và sau đó hỗ trợ cho việc tấn công và chiếm đóng đảo Palawan trong giai đoạn từ ngày 28 tháng 2 đến ngày 4 tháng 3.
Vào đầu tháng 4, Shaw hoạt động tại Visayas, bắn cháy hai sà lan của quân Nhật ngoài khơi Bohol vào ngày 2 tháng 4. Bị hư hại không lâu sau đó do va phải đá ngầm không được thể hiện trên hải đồ, nó được sửa chữa tạm thời. Đến ngày 25 tháng 4, nó lên đường quay trở về vùng bờ Tây, về đến San Francisco vào ngày 19 tháng 5. Việc sửa chữa và nâng cấp cho nó kéo dài cho đến ngày 20 tháng 8. Chiếc tàu khu trục sau đó lên đường đi sang vùng bờ Đông Hoa Kỳ, và sau khi đến Philadelphia, nó tiếp tục đi đến New York để được cho ngừng hoạt động. Shaw được cho xuất biên chế vào ngày 2 tháng 10 năm 1945; tên nó được cho rút khỏi danh sách Đăng bạ Hải quân hai ngày sau đó, và lườn tàu bị tháo dỡ vào tháng 7 năm 1946.

## Phần thưởng
Shaw được tặng thưởng mười một Ngôi sao Chiến trận do thành tích phục vụ trong Chiến tranh Thế giới thứ hai.